# Nothoscordum bahiense
Nothoscordum bahiense är en amaryllisväxtart som beskrevs av Pierfelice Ravenna. Nothoscordum bahiense ingår i släktet vaniljlökar, och familjen amaryllisväxter. Inga underarter finns listade i Catalogue of Life.